# لا ونتا (کلمبیا)
الگو:جعبه اطلاعات دیرینه‌شناسی
لا ونتا شهری است که بین بخش‌های هویلا و تولیما در کلمبیا واقع شده است. در همان نزدیکی، یکی از غنی‌ترین بسترهای فسیلی نئوژن در تمام آمریکای جنوبی پیدا شد که نمایی شگفت‌انگیز از زندگی در این منطقه قبل از وقوع موج اصلی تبادل بزرگ جانوری آمریکا ارائه می‌دهد.

## سایت فسیلی
فسیل‌ها در صخره‌های سازندهای ویلاویجا و لا ویکتوریا، مربوط به میوسن میانی یافت شده‌اند. به اصطلاح جانوران لا ونتا از چندین گونه منقرض شده متعلق به جنس‌ها و خانواده‌های جانورانی که هنوز وجود دارند، به همراه گونه‌های دیگر از دودمان‌های منقرض شده تشکیل شده است. این حیوانات بین ۱۳٫۸ تا ۱۲ میلیون سال پیش، در دوران لاونتنسه، عصر پستانداران در آمریکای جنوبی زندگی می‌کردند که به دلیل اهمیت دیرینه شناختی سایت لا ونتا، اینچنین نامگذاری شده است. در زمانهٔ مذکور، آب و هوای منطقه مرطوب‌تر از امروز بود.
فسیل‌های حیوانی یافت شده در لا ونتا امکان شناسایی گونه‌های بسیاری را فراهم کرده است.